# Невинский, Владимир Владимирович
Владимир Владимирович Невинский (род. 14 сентября 1973, Минск) — белорусский футболист, полузащитник, тренер. Мастер спорта Беларуси.

## Биография

### Карьера игрока
Воспитанник минской футбольной школы «Смена», первые тренеры — Александр Александрович Гладкий, Александр Васильевич Сидорович. Во взрослом футболе начал выступать в последнем сезоне первенства СССР во второй лиге за брестское «Динамо». После распада СССР в течение года продолжал играть за брестский клуб в высшей лиге Беларуси и в весеннем сезоне 1992 года стал бронзовым призёром чемпионата.
В ходе сезона 1992/93 перешёл в минское «Торпедо», где провёл более двух лет, затем играл за могилёвский «Днепр». В 1996 году ненадолго вернулся в «Торпедо», но затем уехал за границу, недолгое время играл в израильском «Хапоэле» (Бейт-Шеан) и венгерском «Шопроне».
С 1997 года в течение шести сезонов выступал за БАТЭ, сыграв более 120 матчей в чемпионате. Во второй половине 1997 года играл со своим клубом в первой лиге, команда заняла второе место и получила право на выход в высшую лигу. В высшей лиге становился чемпионом (1999, 2002), серебряным (1998, 2000) и бронзовым (2001) призёром чемпионата, финалистом Кубка Беларуси (2001). Принимал участие в матчах еврокубков.
В 2003 году перешёл в «Нафтан», а затем два сезона снова играл в Бресте. В конце карьеры играл за клубы второй лиги ПМЦ (Поставы) и МТЗ-РИПО-2.
Всего в высшей лиге Беларуси сыграл 317 матчей и забил 44 гола.
Провёл 5 матчей за молодёжную сборную Беларуси.

### Карьера тренера
В 2007 году вошёл в тренерский штаб «МТЗ-РИПО», работал в этом клубе два года, одновременно выступал за дублирующий состав команды во второй лиге. В 2009 году перешёл на работу в БАТЭ, в течение почти десяти лет входил в штаб взрослой команды и был тренером ДЮСШ.
В начале 2018 года стал ассистентом Сергея Кабельского, а затем Леонида Лагуна в «Торпедо» (Минск). 23 августа 2018 года назначен главным тренером клуба. В сезоне 2018 года ему удалось удержать команду от вылета из высшей лиги, однако на следующий сезон «Торпедо» было безнадёжным аутсайдером и снялось с чемпионата, не доиграв сезон.
В 2020 году стал ассистентом Игоря Ковалевича в гродненском «Немане».
В январе 2022 года назначен на пост главного тренера «Гомеля». Вместе с клубом стал обладателем Кубка Беларуси, одолев в финале борисовский БАТЭ. В июле 2023 года покинул пост главного тренера гомельского клуба.
В сентябре 2023 года вошёл в тренерский штаб борисовского БАТЭ.
16 июня 2025 года получил статус исполняющего обязанности главного тренера БАТЭ. Перед тем в отставку подал руководивший командой Иван Мигаль. В 12-м туре высшей лиги БАТЭ потерпел самое крупное домашнее поражение в истории выступлений в чемпионате, уступив «Неману» со счетом 1:5. Перед изменениями в тренерском штабе команда находилась на 11-м месте из 16-и. 9 июля 2025 года в качестве ассистента вошел в новый штаб назначенного главным тренером Артема Концевого.

## Достижения
«Гомель»
- Обладатель Кубка Беларуси: 2021/2022